# C-walk

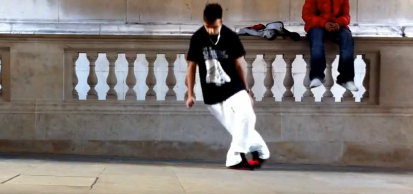
C-walk - Backstep

C-walk je hip hopový tanec, který patří do skupiny street dance. Dělí se do tří skupin: Crip, Clown a Crown walk.

## Styly C-walku
Prvním stylem C-walku byl Crip walk, který vznikl v Los Angeles, pro tento původ je hlavním znakem hudba West Coast.
Nejprve jej začali tančit členové gangu Crips, proto Crip walk. Jako první člověk který představil Crip walk před televizními kamerami byl Ice-T, ale mezi nejznámější představitele patří Snoop Dogg (který byl členem Crips) a Dub C (dnes WC), jehož C-walk vidělo na serveru youtube.com několik miliónů lidí. Rozdíl Crip walku od ostatních stylů je v rychlosti (nejpomalejší styl C-walku), beatridingu (přesné propojení beatu s walkem), entertainmentu (pobavení diváka), provedení, koordinaci walku s pohybem rukou a flowu, který dovoluje zastavení walku na beat. V Crip walku se upřednostňuje dělání velkého počtu V variací, shufflů a spinů. Nikdy se však nedělají heeltoes na rozdíl od dalších dvou stylů, ve kterých se upřednostňují.
Crown walk je dalším stylem ze skupiny C-walku. V Crown walk se užívá rychlost a tempo Crip walku s kroky a variacemi Clown walku. Crown walk vypadá čistší než Clown walk. Pro Crown Walk je specifická hudba jako u Crip walku, tudíž West Coast.
Clown walk je posledním stylem C-walku. Je to nejrozšířenější styl v dnešní době. Clown walk závisí na rychlejším tempu a agresivnějším provedení. Používají se jiné kroky než v Crip walku. Clown walk se dá dělat skoro na každý hip-hopový song, který má rychlejší tempo.

## Ocenění
V C-walku je mnoho světově uznávaných ocenění a podle těch získaných existuje více zkušenostních úrovní walkerů. Původně byla z Pimp My walk vytvořena skupina SC (Selected Class), ale po nějakém čase každý mohl dosáhnout této úrovně; proto byla vytvořena skupina XC (Exclussive Class), do které nyní patří jen ti nejlepší.